# Диб'як Неоніла Ананіївна
Неоні́ла Ана́ніївна Диб'я́к (нар. 6 жовтня 1954 в с. Мошків, Млинівського району, Рівненської області) — українська поетеса, прозаїк, критик. Член Національної спілки письменників України (з 2000).

## Життєпис
Неоніла Ананіївна народилася 6 жовтня в селі Мошків, Млинівського району, Рівненської області. Після закінчення сільської восьмирічки професійну освіту здобувала в Кременецькому педагогічному училищі (тепер Кременецька обласна гуманітарно-педагогічна академія імені Тараса Шевченка), та у Рівненському педагогічному інституті (тепер Рівненський державний гуманітарний університет). Працювала вихователем дитсадка, вчителем школи, чимало років віддала державній службі в Рівненській районній державній адміністрації. Нині перебуває на творчій роботі. Мешкає в селі Городище біля Рівного.
Неоніла Диб'як є літературною редакторкою ряду авторських творів та колективних збірників. Член Всеукраїнського товариства «Просвіта».
У 2019 році разом із членами своєї родини заснувала приватну літературну премію «Рівненський акцент». Премією нагороджуються твори художньої літератури, в яких розповідається про відомих людей, пам'ятні події та проблеми Рівненщини, використано місцеву топоніміку, матеріал з історії, культури, етнографії, з метою популяризації літературно-мистецьких надбань Рівненського краю.

## Творчість
.Окремими виданнями вийшли поетичні збірки для дорослих та дітей:
- Жіночі етюди. Поезії. — Рівне, 1995.
- Голос вечірнього птаха. Поезії. — Рівне,1999.
- Літургія осіннього сонця. Поезії. — Рівне, 2004
- Цвіт сон-трави. — Рівне, 2006.
- Іванкова книжка. Вірші для дітей. — Рівне, 2008.
- Зозулі мого саду. Збірка поезій. — Рівне, 2009.
- Мій нев'янучий цвіт. Збірка поезій[2]. — Рівне, 2014.
- Городищенські ретроспекції. — Рівне, 2015.
- Волинь історична. Витоки. — Рівне, 2016.
- Андрійко і зла сила. Збірка казок. — Рівне, 2019.
- Дерево між світами. — Рівне, 2020.
- Порятунок. Казка. — Рівне, 2020.
- Шанс на втечу. — Рівне, 2022.
- Іносказання трав. Поезії. — Рівне, 2023.
- Сонечко усміхається. — Рівне, 2023.

## Відзнаки
Лауреат обласної літературної премії імені Валер'яна Поліщука (2009).
У 2011 книга Н. Диб'як «Зозулі мого саду» перемогла в щорічному обласному конкурсі «Краща книга Рівненщини»] (номінація «Краща поетична збірка»).
У 2024 р. — лауреатка Рівненської обласної літературної премії ім. Світочів за видання «Іносказання трав».